# Wozneseniwka
Wozneseniwka (ukr. Вознесенівка) – miasto na Ukrainie w obwodzie ługańskim. Do 2016 roku miasto nosiło nazwę Czerwonopartyzanśk.
W 1989 liczyła 20 050 mieszkańców.
W 2013 liczyła 15 659 mieszkańców.